# Кивач (озеро)
Кива́ч (Ни́жний Кива́ч) — озеро в южной части Республики Карелия, на территории Суоярвского района.

## Общие сведения
Котловина ледникового происхождения.
Озеро имеет удлинённую форму, вытянуто с северо-запада на юго-восток. Берега низкие, песчано-валунные.
Дно покрыто бурым илом, с севера на юг по середине озера проходит подводное возвышение с глубинами 0,7—1,0 м.
В озеро впадает три ручья, вытекает река Кивач. 
Вода тёмно-коричневая. Сроки замерзания — конец октября, вскрытия — начало мая.
Водная растительность представлена осокой, хвощом и кувшинкой. В озере обитает окунь.

## Панорама

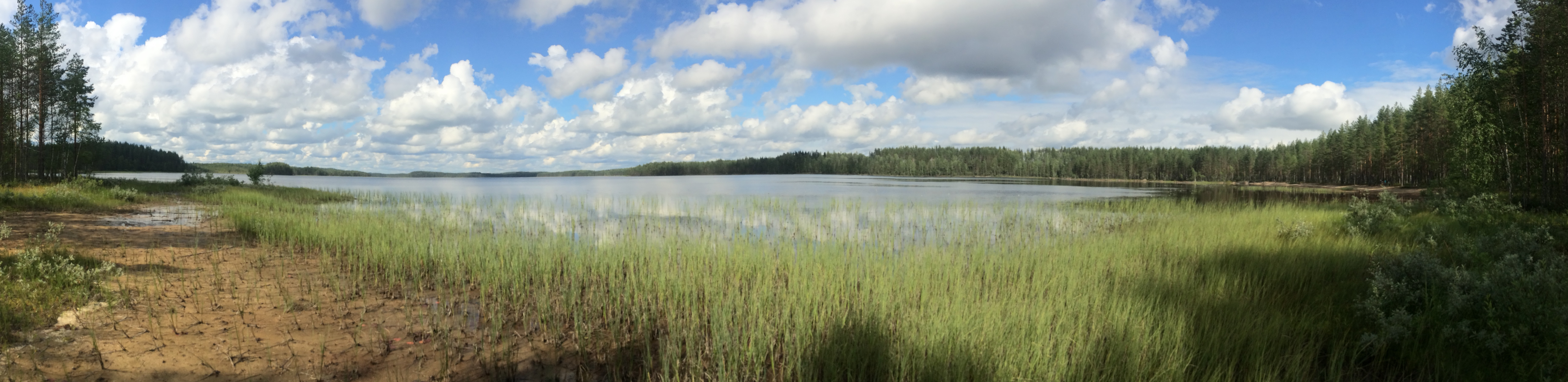
Панорама